# La última sesión (Bert Stern)
La última sesión (en inglés, The Last Sitting) es un libro del estadounidense Bert Stern en el que se recogen parte de las 2571 fotografías en blanco y negro y color de Marilyn Monroe, encargadas originalmente por la revista Vogue (que las rechazó por considerarlas demasiado provocativas para ser publicadas; al parecer, solo querían fotos de moda en blanco y negro) y realizadas por su autor a finales de junio de 1962 en la suite 261 del Hotel Bel-Air de Los Ángeles, seis semanas antes de la muerte de la actriz en su residencia de Brentwood (California).
Stern, que quiere captar la faceta más sensual y desenfadada de la artista, deja que Marilyn –«sin maquillaje, solo con un toque de rojo en los labios», preocupada de que no se viera la cicatriz dejada por su reciente operación de vesícula– se esconda tras un fular transparente, juguetee desnuda por la habitación o se tape apenas con dos pañuelos de gasa que dejan entrever prácticamente todo el cuerpo de la actriz.

## Subasta
El 10 de junio de 2016 –con ocasión del 90.º aniversario del nacimiento de la artista– se subastaron 56 de estas instantáneas, valoradas en torno a los 120 000 euros. Antes, se expusieron en la galería vienesa WestLicht algunas de ellas. Anna Zimm, una de las responsables de la muestra, declaró a EFE:

Las históricas fotografías se han convertido en un clásico. Stern se hizo famoso gracias a ellas porque son algunas de las instantáneas más celebres que existen de Marilyn Monroe.

Se incluyeron también en la subasta otras conocidas imágenes de Marilyn, entre las que cabe destacar especialmente una que formó parte de la serie Marilyn Monroe on Red Velvet (Marilyn Monroe sobre terciopelo rojo), realizada por el fotógrafo Tom Kelley en 1949, y en la que la actriz aparece totalmente desnuda.

## Nuevas ediciones

### Tapa dura
- Stern, Bert (1982). The Last Sitting. Orbis Publishing. ISBN 0-85613-468-6.
- Stern, Bert (ene. 1988). The Last Sitting. Random House Value Publishing. ISBN 0-517-40254-8.
- Stern, Bert (dic. 1998). Marilyn Monroe's Last Sitting. Schirmer/Mosel Verlag GmbH. ISBN 3-88814-261-X.
- Stern, Bert (2000). Marilyn Monroe – The Complete Last Sitting. Schirmer/Mosel Verlag GmbH.
- Stern, Bert (oct. 2000). Marilyn Monroe – The Complete Last Sitting. teNeues Publishing Company. ISBN 3-8238-5483-6.
- Stern, Bert (jul. 2006). Marilyn Monroe – The Complete Last Sitting. Schirmer Art Books. ISBN 3-88814-191-5.

En español
- Stern, Bert (25 may. 2007). Marilyn Monroe – La última sesión. Electa (ELECTA ARTE). ISBN 978-8481564310.

### Rústica
- Stern, Bert (2000). Marilyn Monroe – The Complete Last Sitting. Schirmer/Mosel Verlag GmbH.
- Stern, Bert (2006). La derniere Séance – Marilyn Monroe. Éditions Gallimard. ISBN 2-07-011857-6.
- Stern, Bert (2006). Marilyn Monroe – The Last Sitting. Random House Mondadori. ISBN 0-307-39164-7.

## Otros desnudos
- (Mayo de 1949). En un momento en que la actriz necesitaba dinero para la compra de un coche, posó desnuda por cincuenta dólares (unos 45 euros) para Tom Kelley. Las imágenes aparecieron en el mítico calendario Golden Dreams (Sueños de oro) y en el primer número de la revista Playboy (dic. 1953).[11][12]